# Municipio de Litchfield (Ohio)
El municipio de Litchfield (en inglés: Litchfield Township) es un municipio ubicado en el condado de Medina en el estado estadounidense de Ohio. En el año 2010 tenía una población de 3250 habitantes y una densidad poblacional de 55,41 personas por km².

## Geografía
El municipio de Litchfield se encuentra ubicado en las coordenadas 41°10′6″N 82°1′29″O / 41.16833, -82.02472. Según la Oficina del Censo de los Estados Unidos, el municipio tiene una superficie total de 58.66 km², de la cual 58,61 km² corresponden a tierra firme y (0,08 %) 0,05 km² es agua.

## Demografía
Según el censo de 2010, había 3250 personas residiendo en el municipio de Litchfield. La densidad de población era de 55,41 hab./km². De los 3250 habitantes, el municipio de Litchfield estaba compuesto por el 97,82 % blancos, el 0,62 % eran afroamericanos, el 0,15 % eran amerindios, el 0,15 % eran asiáticos, el 0,12 % eran de otras razas y el 1,14 % eran de una mezcla de razas. Del total de la población el 1,48 % eran hispanos o latinos de cualquier raza.